# Хродеганг из Се
Хродеганг (Годегранд; фр. Chrodegang, Godegrand; погиб в 765) — пятнадцатый епископ Се, святой (день памяти — 3 сентября).
Святой Хродеганг, епископ Се, был братом святой Оппортуны Монтрёйской. Он был убит по дороге на Альменеш во время паломничества. По преданию, он был «глазом для слепого, ногой для хромого, отцом бедных и поддержкой голодных».